# All You Need Is Kill. Грань будущего
All You Need Is Kill (яп. オール・ユー・ニード・イズ・キル о:ру ю: ни:до идзу киру, «Всё, что тебе нужно, — это убивать») — ранобэ в жанре «боевая фантастика» японского писателя Хироси Сакурадзаки с иллюстрациями Ёситоси Абэ, опубликованное в 2004 году. В 2005 году номинировано на премию Seiun как «Лучший японский роман года». В 2014 году была выпущена адаптация ранобэ в виде манги, а также вышел фильм на его основе «Грань будущего» режиссёра Дага Лаймана.
Ранобэ переведено на английский и русский языки под названием «Edge of Tomorrow» («Грань будущего»). В России издавалось дважды: издательством «Центрполиграф» в 2014 году как «Грань будущего», при этом перевод оригинального названия был приведён на обложке в качестве подзаголовка, а иллюстрации отсутствовали и издательством «Истари комикс» в 2019 году с новым переводом и всеми иллюстрации Ёситоси Абэ.

## Сюжет
Более 20 лет человечество ведет борьбу с инопланетным вторжением. Пришельцы — шарообразные существа, именуемые «имитаторами», вооруженные щупальцами-пиками, — медленно, но верно истребляют население Земли. Они способны передвигаться как по суше, так и под водой, невероятно быстры и живучи. Имитаторы, даже не являясь полностью разумными существами, тем не менее побеждают раз за разом, захватив и сделав непригодной для жизни изрядную часть поверхности планеты. Кэйдзи Кирия — новобранец Объединённых Сил Обороны (О. С.О) с нулевым боевым опытом. Его подразделение обороняет от имитаторов побережье Японии, которое считается стратегически важным — здесь расположены военные заводы, производящие высокотехнологичные боевые костюмы — «Жилеты», снабженные экзоскелетом и встроенным оружием. Без них солдат-пехотинец не имеет в схватке с имитатором ни малейшего шанса. В первом же сражении Кэйдзи гибнет вместе со всеми своими товарищами, однако происходит нечто странное: смертельно раненый, он делает последний выстрел в имитатора и… просыпается в собственной постели, примерно за 30 часов до гибели. Никто кроме него не помнит событий, случившихся завтра. Кэйдзи погиб и «воскрес» четыре раза, прежде чем понял — он попал во временную петлю и будет умирать снова и снова. Ему ничего не остаётся, как повышать своё военное мастерство, технику владения Жилетом и оружием в отчаянной попытке изменить судьбу.

## Персонажи
Кэйдзи Кирия (яп. キリヤ・ケイジ Кирия Кэйдзи) — молодой солдат Объединённых Сил Обороны, совсем недавно прошедший обучение. Как и большинство его товарищей, гибнет в первом же сражении с имитаторами, однако приходит в себя в собственной постели утром предшествующего дня. Вначале он думает, что сражение и гибель просто приснились ему, однако погибнув и очнувшись во второй раз, понимает, что каким-то образом замкнут во временной петле продолжительностью примерно 30 часов. После того как первые попытки вырваться из временной ловушки закончились неудачей (Кэйдзи пробовал дезертировать и даже покончить с собой), принимает решение максимально усовершенствовать свои воинские навыки, в том числе технику управления боевым костюмом — Жилетом. Весь доступный ему временной цикл — от пробуждения до гибели от пик имитаторов, он подчиняет интенсивным тренировкам и анализу ошибок предыдущего цикла.
Рита Вратаски (яп. リタ・ヴラタスキ Рита Вуратасуки) — сержант американского спецподразделения Объединённых Сил Обороны, считается, ни больше не меньше, лучшим солдатом человечества, лично уничтожила сотни имитаторов. Рита родом из города Питсфилд, штат Иллинойс, где её семья занималось фермерством. После того, как несколько имитаторов-разведчиков проникли в город и за несколько часов вырезали треть пятнадцатитысячного населения (включая её родителей), осиротевшая Рита прибавила себе лет (для этого ей пришлось украсть чужие документы) и вступила в ОСО. Её настоящее имя в романе не называется.
Также, как Кэйдзи, Рита побывала пленницей временной петли во время сражения за полуостров Флорида и сумела из неё вырваться. Именно она замечает Кэйдзи на поле сражения и понимает, что новобранец мог научиться так умело сражаться, только тем же способом, что и она, — погибнув много-много раз.
Шаста Рейлл (яп. シャスタ・レイル Сясута Рэйру) — личный техник Риты Вратаски, обслуживающая её Жилет и оружие. Коренная американка, носит очки и коллекционирует капсульные игрушки — гатяпон. Кэйдзи знакомится с ней, когда приходит к выводу, что ему требуется оружие, не требующее перезарядки, — такое как победитовый боевой топор Риты.
Бартоломе Феррел (яп. ファレル・バートロメ Фарэру Ба:торомэ) — ветеран ОСО в звании сержанта, этнический бразилец с японскими корнями в роду. Командир взвода Кэйдзи, многому научивший его в плане управления Жилетом.
Рейчел Кисараги (яп. レイチェル・キサラギ Рэйтэру Кисараги) — повар в столовой военной базы, где происходят события романа. Явно симпатизирует Кэйдзи.

## Медиа

### Ранобэ
Оригинальное ранобэ впервые опубликовано в 2004 году с иллюстрациями Ёситоси Абэ.
Ранобэ переведено на английский и русский языки. В США опубликовано под названием «Edge of Tomorrow» («Грань будущего»). В России — издательством «Центрполиграф» также как «Грань будущего», при этом перевод оригинального названия приведён на обложке в качестве подзаголовка, а иллюстрации отсутствуют. В 2019 году ранобэ было повторно лицензировано в России издательством «Истари комикс». У книги будет новый перевод с японского языка и сохранены все иллюстрации Ёситоси Абэ.

### Манга
Манга-адаптация романа с иллюстрациями Такэси Обаты и текстом, адаптированным Рёсукэ Такэути, публиковалась на японском и английском языках с февраля по май 2014 года.
Кроме того, в США опубликован основанный на «All You Need Is Kill» графический роман, написанный Ником Маматасом и иллюстрированный Ли Фергюссоном.

### Фильм
«Грань будущего» — научно-фантастический игровой фильм, созданный на основе сюжета «All You Need Is Kill» и вышедший на экраны в 2014 году. В отличие от оригинала, место действия перенесено в Европу, многие элементы сюжета опущены или изменены. Тем не менее авторы сценария сохранили имена вошедших в фильм персонажей романа без изменений (Вратаски, Феррел), имя главного героя, Кэйдзи, изменено на американский лад — Кейдж (в финале книги Кэйдзи переводят в спецназ США на замену Рите под позывным «Киллер Кейдж»).

## Критика
В 2005 году ранобэ номинировано на премию Seiun (японская премия для литературы в жанре «фантастика») как «Лучший японский роман года», однако проиграло в итоге лайт-новеле «Ариэль» Юити Сасамото.